# Продамет
«Продамет» (Товариство для продажу виробів російських металургійних заводів) — найбільша монополія в промисловості Російської імперії. Створено 5 липня 1902 року. В 1913 до складу Продамету входило 90 % всіх металургійних підприємств Росії, які належали в основному французькому, бельгійському і німецькому капіталу. Припинив своє існування після Жовтневого перевороту. Рішенням ВРНГ від 23 січня 1918 року націоналізовано.

## Утворення синдикатів на українській території
На момент створення у 1902 до складу «Продамету» увійшло 14 металургійних заводів, більшість з яких (11) знаходилися на українській території (зокрема, Південноросійське Дніпровське товариство, Російсько-Бельгійське, Брянське і Донецько-Юр'ївське товариства, «Провіданс» та ін.). Фінансувалася «Продамет» найбільшими французькими, німецькими, бельгійськими та
російськими банками.

Організація синдикату «П.» поклала початок процесу синдикування в усіх галузях промисловості, що було зумовлене суттєвими змінами галузевої структури промисловості, поширенням акціонерного підприємництва, посиленням
концентрації виробництва та капіталу. За рівнем концентрації промислового капіталу на початок 20 ст. Російська імперія посіла перше місце у світі. Більшість провідних синдикатних об'єднань Російської імперії засновувалися в Україні. Утворення
синдикатів на українських територіях імперії розпочалося в металургійній промисловості.

## Максимізація доходів промислових підприємств
Важливим чинником синдикування промисловості була необхідність максимізації доходів промислових підприємств за рахунок зниження торгівельних посередницьких витрат (у Російській імперії, на противагу країнам Заходу, торговий прибуток був вищим за виробничий). Створення «П.» як спеціалізованої організації заготівлі та гуртової торгівлі мало на меті ліквідацію конкуренції у сфері закупівлі сировини і збуту шляхом встановлення контролю над ринком та отримання монопольно високих прибутків.

Сприяла процесу синдикування державна політика митного протекціонізму, що виявлялося, зокрема, у стимуляції процесу
монополізації шляхом надання казенних замовлень, монопольного права на здійснення певних видів діяльності, урядових гарантій щодо дивідендних виплат акціонерним товариствам, пільг при реєстрації та оподаткуванні, прямого субсидування тощо.

«Продамет» сформувалася як складне синдикатське об'єднання на підставі низки сепаратних угод про збут окремих видів металургійної продукції між найбільшими підприємствами Російської імперії (а пізніше — і Царства Польського). За організаційною формою «Продамет» становила синдикат, проте на практиці її функції були значно ширшими: окрім торговельно-посередницької діяльності, вона здійснювала активну політику монополізації контролю за умовами виробництва та збуту товарів контрагентами. Із метою встановлення монопольно високих цін синдикатом було введено систему квот, що визначали частку окремих підприємств учасників «Продамету» в загальному обсязі збуту металопродукції. Перевищення визначених квот каралося штрафами.

Проте створення «Продамету» не зменшило конкуренції як усередині синдикату, так і на ринку металургійної продукції загалом.
Незважаючи на те, що синдикат був створений в організаційно-правовій формі акціонерного товариства відкритого типу (формально надавалося право вільного біржового обігу акцій та продажу їх стороннім особам), згідно із сепаратною угодою акціонери не мали права відчуження власних акцій під загрозою штрафу. У випадку виходу із синдикату контрагенти зобов'язані були реалізувати свою частку акцій іншим учасникам товариства.

Для управління процесом залучення та розподілу замовлень на виготовлення металургійної продукції між учасниками синдикату територія Російської імперії була поділена на 13 районів, у кожному з яких були створені місцеві контори, що здійснювали оперативне управління діяльністю синдикату на місцях. Зокрема, такі контори діяли в Києві, Харкові, Одесі, Катеринославі (нині м. Дніпро). До функцій місцевих контор належали розподіл замовлень між контрагентами
відповідно до встановлених квот, контроль за дотриманням норм сепаратної угоди, здійснення розрахунків зі споживачами.
1909 підприємства синдикату постачали на ринок 60 %, 1912—13 — понад 85 % обсягів загальноімперського виробництва чорної металургії. 1914 синдикат об'єднав близько 90 % металургійних компаній Російської імперії, серед яких були комбіновані підприємства, що володіли заводами, рудниками, кам'яновугільними шахтами. Окремі учасники «Продамету» входили до складу інших синдикатів: «Продуголь», «Продвагон», «Проволока». Монопольна політика компанії стала однією із причин т. зв. металевого голоду 1910—14.

1916 «Продамет» була введена до складу урядового Металургійного комітету, в результаті чого синдикату було надано виключне право на здійснення обліку та централізованого розподілу казенних замовлень на виготовлення металовиробів.

У 1918 році «Продамет» була націоналізована радянським урядом.